# Callanthias
Callanthias is een geslacht van straalvinnige vissen uit de familie van zeebaarzen (Callanthiidae). Het geslacht is voor het eerst wetenschappelijk beschreven in 1839 door Lowe.

## Soorten
- Callanthias allporti Günther, 1876
- Callanthias australis Ogilby, 1899
- Callanthias japonicus Franz, 1910
- Callanthias legras Smith, 1948
- Callanthias parini Anderson & Johnson, 1984
- Callanthias platei Steindachner, 1898
- Callanthias ruber (Rafinesque, 1810)
- Callanthias splendens Griffin, 1921